# Thlaspi orbiculatum
Thlaspi orbiculatum là một loài thực vật có hoa trong họ Cải. Loài này được Steven miêu tả khoa học đầu tiên.